# Bandeira de Lisboa
A bandeira de Lisboa constitui um dos símbolos oficiais do município de Lisboa. Historicamente, é também conhecida como bandeira de São Vicente, em referência ao santo padroeiro de Lisboa.
Existe sob a forma de bandeira de desfile e sob a forma de bandeira para içar em mastros e adriças. A bandeira de desfile é uma signa quadrada, sendo o campo gironado de branco e negro, carregado ao centro pelo brasão de Lisboa. As bandeiras de içar são retangulares, com uma proporção 2:3, tendo o mesmo ordenamento do campo da bandeira de desfile, mas podendo não incluir o brasão ao centro.
Aparecendo já referida em documentos datados de 1385, é frequentemente indicada como uma das mais antigas bandeiras ainda hoje em uso na Europa. Contudo e ainda que esteja evidenciado o uso do branco e negro como cores simbólicas da cidade de Lisboa desde uma época remota, não há certeza de como seria o grafismo da bandeira então em uso. O modelo atual foi introduzido em 1921, como uma tentativa de reconstituição revivalista do que seria a bandeira medieval. A bandeira medieval de Lisboa representaria originalmente São Vicente (Vicente de Saragoça), patrono da cidade e como tal aparece ocasionalmente referida como "bandeira de São Vicente".
Durante a reforma da heráldica municipal portuguesa, realizada no início do século XX, o formato gironado da Bandeira de Lisboa foi estabelecido como padrão para todas as bandeiras municipais das cidades de Portugal.
A bandeira de Ceuta é igual à de Lisboa, porque esta teria sido a primeira a ser arvorada naquela cidade, aquando da sua conquista pelos Portugueses.

## História
Os municípios portugueses usaram símbolos heráldicos desde muito cedo, sendo, o mais antigo brasão municipal hoje conhecido, o do extinto concelho de Castelo Mendo, figurando num selo de um documento datado de 1202. A cidade de Lisboa terá também usado símbolos heráldicos desde uma época remota, sendo que se sabe que, já na primeira metade do século XIII, fazia uso de um brasão cujo ordenamento básico (embarcação acompanhada por dois corvos, simbolizando a transladação do corpo de S. Vicente para Lisboa) se manteve até à atualidade. O uso de bandeiras pelos municípios também ocorreu desde muito cedo, sendo as mesmas normalmente empregues pelas respetivas câmaras em atos cerimoniais ou como signas militares conduzidas pelas milícias locais.

### Origem da bandeira de Lisboa

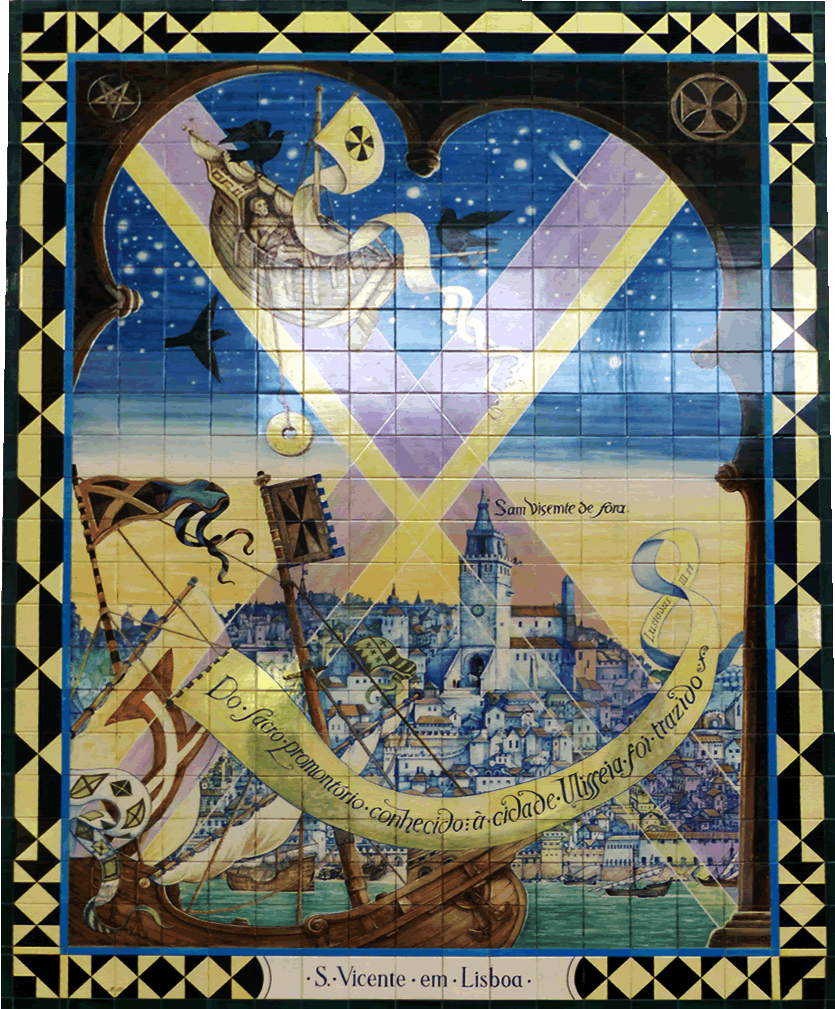
Representação simbólica da chegada de São Vicente a Lisboa, explicando a origem dos seus símbolos heráldicos (embarcação e corvos), vendo-se a bandeira gironada de preto e branco arvorada numa das embarcações. Painel de azulejos na Estação do Rossio, de autoria de Lima de Freitas, 1995.

As mais antigas referências a uma bandeira da cidade de Lisboa aparecem em três cartas régias de D. João I, datadas de 7 a 8 de setembro de 1385, nas quais o mesmo incorpora várias vilas no termo de Lisboa. Na narração da preparação de Lisboa para fazer frente ao cerco castelhano de 1384, a Crónica de el-rei D. João I (escrita em 1443, por Fernão Lopes) refere a existência de bandeiras da cidade de Lisboa (acompanhadas por bandeiras de de S. Jorge, das armas do Reino e de alguns capitães) em muitas das setenta e sete torres das muralhas da cidade. A bandeira de Lisboa - referida como "bandeira de São Vicente", o santo padroeiro da cidade - aparece também mencionada descrição da tomada de Ceuta pelos Portugueses em 21 de agosto de 1415 - constante da Crónica de el-Rei D. João I, de Boa Memória (escrita em 1436 por Gomes Eanes de Zurara) - como tendo sido arvorada na torre de menagem do castelo da cidade norte africana. Nenhuma destas referências descreve contudo o desenho e outras características da bandeira.
A primeira descrição iconográfica conhecida de bandeiras de Lisboa aparece no alvará de 3 de agosto de 1508, endereçado pelo rei D. Manuel I ao Senado da Câmara de Lisboa. O mesmo estabelece bandeiras para serem usadas em eventos protocolares, ordenando a elaboração de seis bandeiras quadradas, com entre 8 e 10 palmos (entre 176 e 220 centímetros) de lado, esquarteladas de carmesim e branco, douradas e ricas, franjadas de retrós ou cadarço, contendo as armas da cidade. Para além destas, o alvará determinava a elaboração de um estandarte com 1,5 panos de largura, de seda carmesim, também carregado com as armas de Lisboa, destinado ao batel do Senado da Câmara de Lisboa, o qual se destinava a transportar o respetivo presidente, vereadores e outros oficiais camarários, escoltando o Bergantim Real, nos eventos que incluíam um desembarque cerimonial do Rei em Lisboa. Uma nova descrição da bandeira de Lisboa aparece na narração da aclamação de D. Sebastião I como Rei de Portugal, ocorrida a 20 de janeiro de 1568, constante da Crónica de el-rei D. Sebastião (escrita por D. Manuel de Meneses no início do século XVI). Aqui, a bandeira usada na cerimónia é indicada como sendo feita de damasco branco, com uma barra de ouro, franjada do mesmo, afixada a uma haste dourada, tendo numa das faces pintadas as armas de Lisboa e na outra as armas reais.
Na aclamação de D. Sebastião I, a bandeira foi usada segundo o cerimonial estabelecido pelo Regimento da Câmara de Lisboa (outorgado por D. Manuel I a 30 de agosto de 1502 e conhecido como Livro Carmesim pela cor da sua capa), o qual determinava que - tanto nas aclamações como nos falecimentos reais - a bandeira de Lisboa seria levada pelo alferes da cidade, montado a cavalo e acompanhado pelos vereadores, em cortejo percorrendo as ruas da cidade, até ao Castelo de São Jorge, onde seria solenemente hasteada na respetiva torre de menagem.
As tradicionais cores branca e negra - simbólicas de Lisboa e constantes da sua atual bandeira - aparecem, pela primeira vez, referidas na narração do desfile náutico que acompanhou a princesa D. Joana de Áustria quando do seu desembarque em Lisboa em 1552, incluída na Crónica de el-rei D. Sebastião. O branco e negro são descritos como sendo as cores dos toldos de seda e de outras decorações dos bateis da Câmara de Lisboa presentes no cortejo, bem como dos librés dos respetivos remadores. Em referências posteriores, o cromatismo branco e negro vai continuando a aparecer regularmente associado à Câmara de Lisboa, constando de decorações festivas e do próprio traje oficial usado pelos vereadores e por outros oficiais camarários. O branco e negro aparecem assim claramente definidos como sendo as cores oficiais de Lisboa, pelo menos a partir de meados do século XVI. Não se conhece contudo qual a sua origem e tampouco existem referências expressas a constarem então nas bandeiras da cidade.

### A bandeira após a implantação do regime liberal
Até à implantação do regime liberal na primeira metade do século XIX, a bandeira de Lisboa ter-se-á mantido de cor carmesim, tendo de um lado as armas reais e do outro as armas da cidade. Este padrão era aliás seguido pela maioria das bandeiras dos concelhos portugueses da época, vindo a ser conotado com o antigo regime realista após a tomada do poder pelos liberais. Assim, após a entrada das tropas liberais em Lisboa, a 24 de julho de 1833, durante a Guerra Civil, a nova comissão municipal determina a elaboração de um novo estandarte, qual passa a ter o campo bipartido de damasco azul e branco (emulando a nova bandeira nacional estabelecida em 1830), mantendo as armas retiradas do anterior estandarte, bordadas a ouro fino. Este padrão será adotado também por numerosos outros municípios, alguns dos quais chegarão a manter as suas bandeiras assim ordenadas até final da década de 1920, portanto mesmo após a implantação da república e a adoção da bandeira verde-rubra em substituição da bicolor azul e branca. Este estandarte esteve presente nas cerimónias de aclamação do rei D. Pedro V, a 16 de setembro de 1855, sendo conduzido por um dos vereadores da Câmara Municipal de Lisboa, servindo de alferes da cidade. 

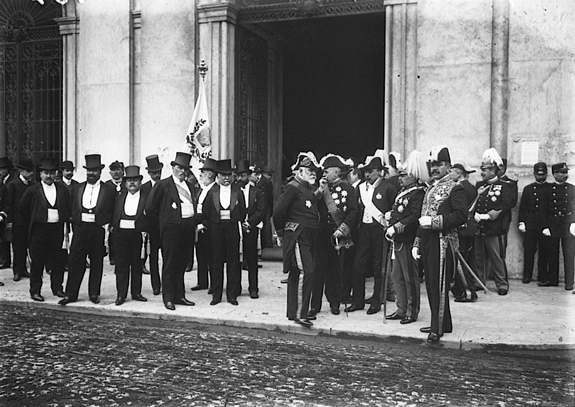
Vereação de Lisboa, acompanhada pelo estandarte municipal elaborado em 1880, aguarda a chegada do presidente francês Émile Loubet, frente aos Paços do Concelho, em outubro de 1905.

O estandarte elaborado em 1833 viria contudo a arder durante o incêndio que destruiu os paços do concelho, na noite de 19 de novembro de 1863. Como tal e a partir de 1865, surgem propostas para a elaboração de um novo, que no entanto não avançam. Só em 1871 e no âmbito da preparação da visita oficial do imperador D. Pedro II do Brasil - que iria ocorrer de fevereiro a março de 1872 - é que a Câmara Municipal de Lisboa determina a confeção de um novo estandarte, o qual é feito em seda branca.
Por ocasião das comemorações do tricentenário da morte de Camões, em 1880, a Câmara determina a elaboração de uma nova bandeira para desfilar no cortejo cívico. Esta é feita em seda branca, com 1 m de largura por 1,39 m de comprimento, com cordões de seda e borlas de ouro, haste de madeira dourada de carvalho, com maçaneta e ponteira cruzetada metálicas douradas, tendo as armas da cidade, bordadas a ouro e prata, figurando em ambas as faces (portanto, já não incluindo as armas reais numa das faces). Esta bandeira figurará em diversas cerimónias, incluindo nas comemorações dos centenários da morte do marquês de Pombal e do nascimento de Alexandre Herculano, bem como nas receções às visitas oficiais do rei Eduardo VII de Inglaterra, do rei Afonso XIII da Espanha, do imperador Guilherme II da Alemanha e do presidente Émile Loubet da França. A implantação da república a 5 de outubro de 1910, não leva a qualquer alteração da bandeira de Lisboa, cuja Câmara Municipal era aliás já governada pelo Partido Republicano Português desde as eleições de 1908. A mesma está presente nos funerais dos políticos republicanos Miguel Bombarda e Cândido dos Reis, realizados a 16 de outubro de 1910.

### Surgimento da atual bandeira
A primeira proposta para a alteração da bandeira, no sentido de incorporar as tradicionais cores branca e negra de Lisboa, viria a surgir na sessão de 29 de maio de 1919 da Comissão Administrativa da Câmara Municipal de Lisboa, por iniciativa do vogal Amaro Joaquim Maria de Barros, com a justificação de se retomar o modelo de bandeira em uso quando da tomada de Ceuta em 1415, a qual seria alegadamente daquelas cores.

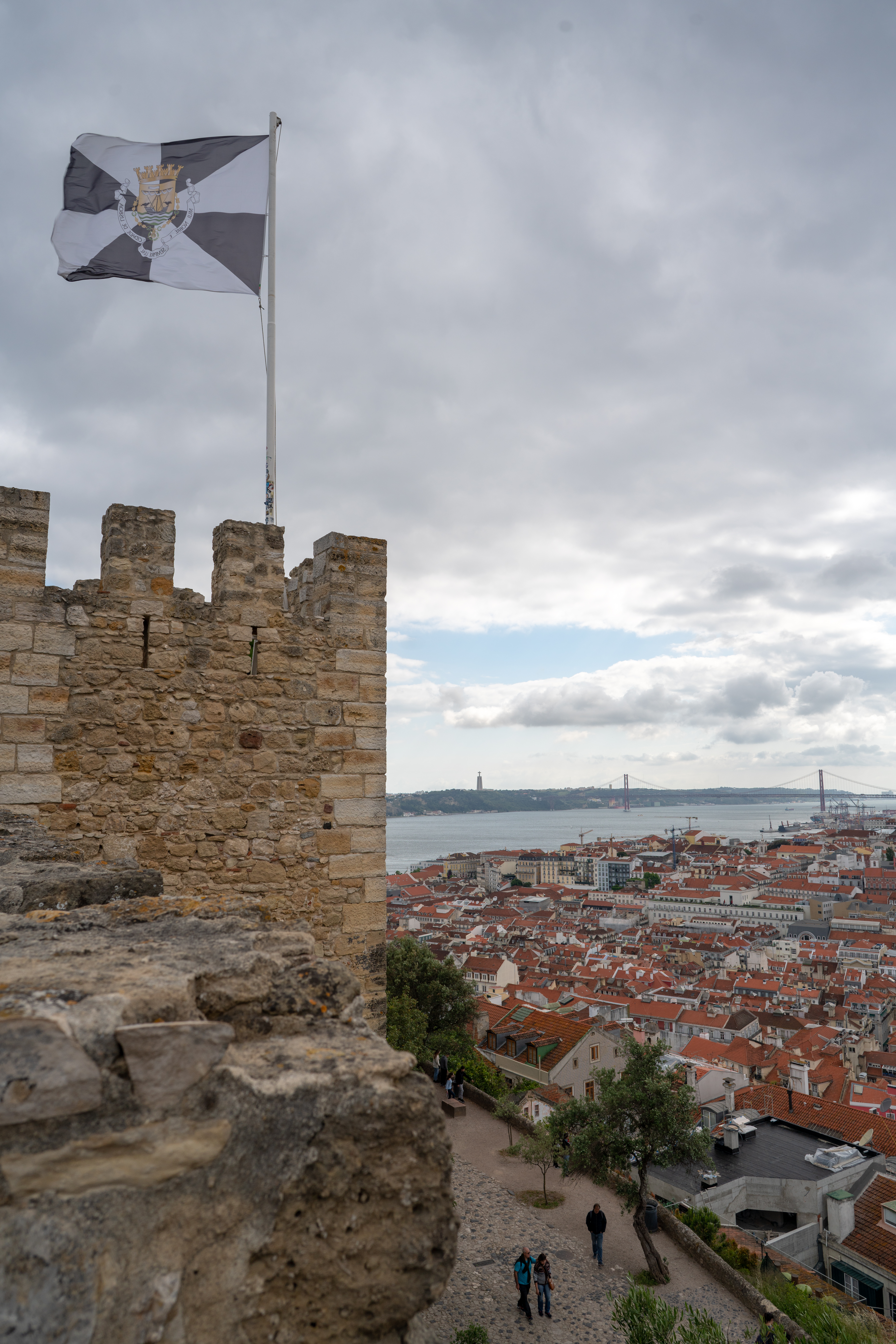
Bandeira de Lisboa arvorada numa das torres do Castelo de São Jorge.

Na sessão extraordinária da Câmara Municipal de 1 de setembro de 1920, o vereador Eduardo Moreira apresenta uma proposta concreta de grafismo para uma nova bandeira municipal, a qual passaria a ter um campo gironado de branco e negro. A ideia do padrão gironado terá talvez tido origem no conhecimento do seu uso frequente em bandeiras portuguesas do século XV em diante, deduzindo-se que também a bandeira de Lisboa de então poderia ter sido assim ordenada. A proposta inclui também a alteração das armas municipais de Lisboa, que passariam a consistir numa birreme romana com um corvo à proa, contida num escudo circular, rodeado pelo colar da Ordem da Torre e Espada e encimado por uma coroa mural. O estandarte municipal seria confecionado em seda, com as armas municipais no centro do campo gironado. As bandeiras de filele, para içar em mastros e adriças, de uso privado, seriam também gironadas de branco e negro, mas sem as armas municipais ao centro. A proposta é analisada por uma comissão de vereadores, sendo aprovada, na sessão extraordinária de 20 de setembro, entrando em vigor a 5 de outubro de 1920. As tradicionais armas municipais com a embarcação acompanhada pelos dois corvos seriam entretanto restauradas em 1927.
Entretanto, a vontade de Lisboa e de outros municípios em adotarem ou reformularem as suas armas e bandeiras levou a que várias câmaras municipais solicitassem pareceres à Comissão de Heráldica da Associação dos Arqueólogos Portugueses. Estes pareceres passaram a orientar-se pelo esboço de regulamento para a heráldica municipal que havia sido elaborado pelo heraldista Afonso de Dornelas quando da proposta, apresentada em 1921, para os novos símbolos heráldicos da Marinha Grande. O esboço de Afonso de Dornelas constituiu a base para a regulamentação oficial e obrigatória estabelecida através do despacho-circular de 14 de abril de 1930, emanado da Direção-Geral de Administração Política e Civil do Ministério do Interior para os governadores civis dos diversos distritos do país. A regulamentação estabelecia que - salvo razões excecionais de ordem histórica - as bandeiras das cidades seriam gironadas de oito peças, nas duas cores alternadas da peça ou peças principais dos respetivos brasões, portanto com um padrão análogo ao que vigorava já na bandeira de Lisboa. Previa-se que existisse uma bandeira para ser conduzida em cortejos e outras cerimónias, que seria de seda, quadrada com 1 m de lado, tendo as armas municipais assentes sobre o campo gironado, orlada com um cordão com as cores do campo, cujas extremidades enlaçariam na haste e terminariam em borlas das mesmas cores. Nas bandeiras, as armas das cidades seriam encimadas por coroas murais de cinco torres de prata, exceto a de Lisboa que seria de ouro por ser a capital do país. Previa-se também a existência de bandeiras destinadas a serem arvoradas em edifícios ou em mastros ornamentais, feitas em filele ou tecido equivalente, podendo nestas deixar de figurar as armas municipais. Certas corporações locais poderiam ser autorizadas a usar respetiva bandeira municipal, mas tendo as armas municipais substituídas pelos emblemas daquelas. A então Secção de Heráldica da Associação dos Arqueólogos Portugueses foi formalizada como autoridade oficial para a heráldica municipal.

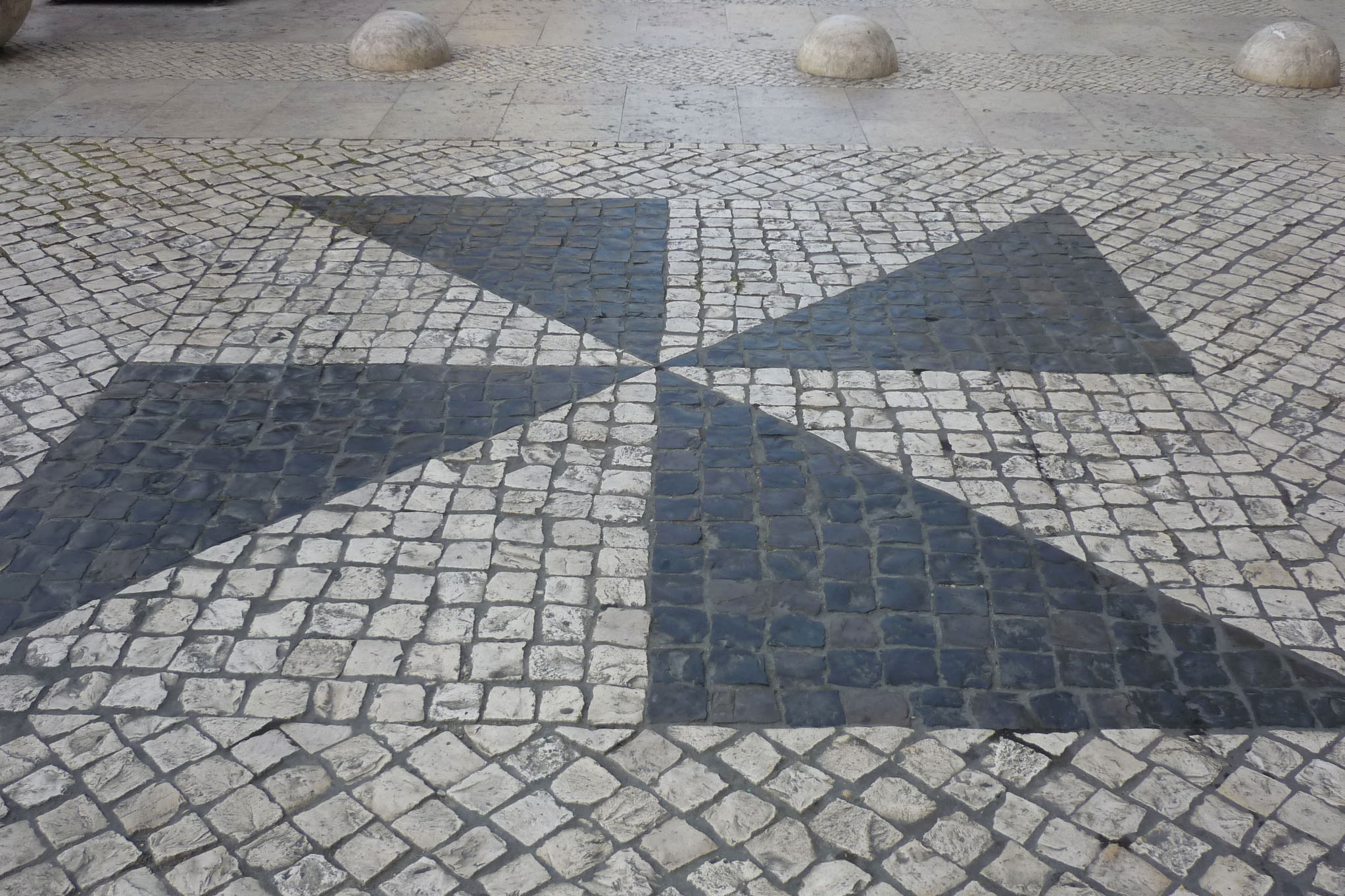
Bandeira de Lisboa reproduzida em calçada à portuguesa, numa das ruas da cidade.

Em 1940, a bandeira municipal de Lisboa seria ajustada de modo a cumprir integralmente a regulamentação de 1930. O ajuste - formalizado através da portaria nº 9468 de 28 de fevereiro de 1940, com base no parecer elaborado por Afonso de Dornelas e aprovado pela Comissão de Heráldica da Associação dos Arqueólogos Portugueses a 20 de março de 1939 - consistiu essencialmente na alteração das armas da cidade no sentido de se enquadrarem nos padrões heráldicos definidos pela regulamentação, bem como no estilo gráfico privilegiado pela Secção de Heráldica da Associação dos Arqueólogos Portugueses. Assim, o esmalte do campo do escudo foi alterado de prata para ouro e o desenho da embarcação deixou de ser uma representação naturalista de uma nau quinhentista, passando a ser mais estilizado e claramente modelado no símbolo heráldico de Lisboa esculpido no Chafariz do Andaluz, construído no século XIV. O escudo deixou de ser no formato dito "francês" e passando a ser no formato de ponta redonda (dito "português") e encimado por uma coroa mural de cinco torres de ouro, mantendo-se rodeado pelo colar da Ordem da Torre e Espada e por um listel com a inscrição "Mui nobre e sempre leal cidade de Lisboa". O campo da bandeira manteve-se gironado de branco e negro, com cordões e borlas de prata e preto e haste e lança douradas. O modelo de bandeira estabelecido em 1940 é ainda o utilizado na atualidade.
Muitos anos depois, a regulamentação de 1930 viria a ser atualizada pela lei n.º 53/91, de 7 de agosto de 1991, que regulou a heráldica autárquica e das pessoas coletivas de utilidade pública administrativa. No que diz respeito às bandeiras, esta lei formalizou o uso do termo "estandarte" como denominação da bandeira de desfile, bem como formalizou a proporção 2:3 (idêntica à da bandeira nacional) para as bandeiras de hastear em edifícios e mastros. Uma alteração significativa à regulamentação anterior foi a disposição de que os brasões que incluíssem condecorações deveriam passar a ser figurados nos estandartes sem as mesmas, uma vez que estas seriam afixadas fisicamente nos próprios estandartes. Esta última regra tem vindo a ser ignorada pela Câmara Municipal de Lisboa (bem como pela generalidade das outras câmaras municipais cujos brasões incluem condecorações), a qual continua a manter o uso de um estandarte onde figuram as armas rodeadas pelo colar da Ordem da Torre e Espada.
A cidade autónoma de Ceuta usa uma bandeira igual à de Lisboa, como recordação desta ter sido a primeira bandeira a ser hasteada na torre de menagem daquela cidade, pelos Portugueses, quando a tomaram em 21 de agosto de 1415. Esta bandeira terá sido adotada na sequência do parecer formulado pelo heraldista Afonso de Dornelas, aprovado pela Secção de Heráldica da Associação dos Arqueólogos Portugueses e apresentado à administração municipal de Ceuta a 8 de agosto de 1923.
Em 1954, à então cidade de Nova Lisboa (atual Huambo) em Angola, foi também atribuída uma bandeira gironada de branco e negro, emulando a bandeira de Lisboa, em honra da qual a cidade havia sido batizada.
Bandeiras idênticas à de Lisboa são também usadas por diversas cidades portuguesas, mas, nestes casos, de forma meramente acidental. Isto resulta da obrigatoriedade legal da aplicação do padrão gironado com os esmaltes principais do brasão a todas as bandeiras municipais de cidades. Como tal, as bandeiras das cidades cujas armas tenham a prata e o negro como esmaltes principais são sempre ordenadas com um campo gironado de branco e negro, o que acontece atualmente com as bandeiras municipais de Castelo Branco, Marco de Canaveses, São João da Madeira e Tavira.

## Versões
De acordo com o legalmente estabelecido para as bandeiras municipais portuguesas, existem duas versões da bandeira de Lisboa, uma para ser conduzida em desfiles e outra para ser arvorada em mastros.
| Bandeira | Vertente                         | Descrição | Utilização |
| -------- | -------------------------------- | --- | --- |
|          | Bandeira de desfile (estandarte) | Bandeira quadrada, com um 1 m de lado, quarteada (gironada) de quatro peças de branco e quatro de negro, de tecido de seda bordado, com as armas do município ao centro. Cordões e borlas de prata e de negro. Haste e lança douradas. O estandarte enfia na haste por uma bainha denticulada e na vareta horizontal, que o mantém desfraldado, por uma bainha contínua. Por sua vez, as armas do município de Lisboa ordenam-se como de ouro, um barco exteriormente de negro e interiormente de prata, realçado de negro, mastreado e cordoado de negro, com uma vela ferrada de cinco bolsas de prata; a proa e a popa rematadas por dois corvos de negro afrontados; leme de negro, realçado de prata; o barco assente em sete faixas ondadas, quatro de verde e três de prata; coroa mural de ouro de cinco torres; colar da Ordem da Torre e Espada; listel branco com os dizeres "Mui nobre e sempre leal cidade de Lisboa" de negro. | Vertente portátil da bandeira de Lisboa, constituindo uma signa que se destina a ser conduzida por um porta-bandeira em desfiles e outras cerimónias, em representação da Câmara Municipal de Lisboa. O estandarte municipal de Lisboa constitui um artefacto único, do qual deverá assim existir um só exemplar.                                         |
|          | Bandeira de hastear              | Bandeira retangular, de comprimento igual a uma vez a meia a dimensão da tralha (proporção 2:3), executada em filele ou tecido equivalente. Não tem um tamanho fixo, o qual deverá adequar-se ao local onde for arvorada, garantindo a sua boa visibilidade. A ordenação desta bandeira é igual à do estandarte, mas poderá nela deixar de figurar o brasão de armas do município, existindo portanto duas variantes da mesma (com brasão e sem brasão). | Vertente destinada a ser içada em mastros, normalmente por meio de adriças, sendo também usada como bandeira de interior colocada em hastes amovíveis. Em contraste com o estandarte municipal que é único, a bandeira de hastear materializa-se num número ilimitado de exemplares, permitindo que se possam arvorar simultaneamente em diversos locais. |